# Stuguåberget
Stuguåberget är ett naturreservat i Bräcke kommun i Jämtlands län.
Området är naturskyddat sedan 2017 och är 270 hektar stort. Reservatet omfattar Stuguåberget och Märlingsberget belägna på skilda sidor om  Stuguåfjärden och består av tallskog som ofta brunnit och mindre områden av granskog.